# Отдельный штрафной батальон Ленинградского фронта
Отдельный штрафной батальон Ленинградского фронта — штрафное воинское подразделение, фронтового подчинения, вооружённых сил СССР в Великой Отечественной войне.
8 октября 1942 года батальон был переформирован в 28 отдельную штрафную роту армейского подчинения. 9 мая 1943 года рота снова была переформирована в 28 отдельный штрафной батальон Ленинградского фронта, 42-й армии армейского и фронтового подчинения, который 4 июля 1943 года был переименован в 14 отдельный штрафной батальон.
Переменный состав роты и батальона комплектовался из военнослужащих офицерского состава.

## Отдельный штрафной батальон Ленинградского фронта

### История
Сформирован 29 июля 1942 года на Ленинградском фронте.
Номера у штрафбатов вначале были не сквозные, а внутрифронтовые, на каждом фронте повторялись. Если на фронте был только один штрафбат, то он назывался просто «Отдельный штрафной батальон фронта», если же на фронте формировалось несколько штрафбатов, то их нумерация начиналась с № 1.
Укомплектовать штрафной батальон тем контингентом, о котором шла речь в приказе НКО № 227, то есть оставившими позиции без приказа, трусами и паникёрами, оказалось трудно. На всех фронтах, и Ленинградский не исключение, в штрафные части начали направлять осуждённых за любые преступления с отсрочкой исполнения приговора до окончания военных действий. Но и таких не хватало. Первый штрафник, военинженер 3 ранга Иван Иржи был зачислен в переменный состав ошб Ленинградского фронта лишь 25 августа. А всего с 25 августа по 8 октября 1942 года в ошб поступили только 6 офицеров-штрафников.
В силу малого количества переменного состава штрафных подразделений некоторые из них в боях не участвуют, а штрафники не имеют возможности  искупить кровью свои преступления перед Родиной. На Ленинградском фронте штрафной батальон за два месяца своего существования ни разу не участвовал в боях, дислоцируется в Ленинграде. Штрафники живут в хорошо оборудованном помещении и чувствуют себя вольготно, словно на курорте или в доме отдыха.
Приказом по фронту от 8 октября 1942 года отдельный штрафной батальон был переформирован в 28-ю отдельную штрафную роту командно-начальствующего состава (сокращённо – 28-я ошр кнс). Командиры и политработники постоянного состава были автоматически смещены в должностях на одну ступень, а частично возвращены в линейные полки.
8 октября 1942 года батальон был переформирован в 28 отдельную штрафную роту армейского подчинения.

### Подчинение
| Дата            | Фронт               | Примечания |
| --------------- | ------------------- | ---------- |
| 29.07.1942 года | Ленинградский фронт | -          |
| 07.10.1942 года | Ленинградский фронт | -          |

### Командиры
- Петров Ефрем Денисович — старший лейтенант, капитан (c 11.08.1942), командир батальона (01.08.1942 — 08.10.1942)[1][6][7].

## 28 отдельная штрафная рота

### История

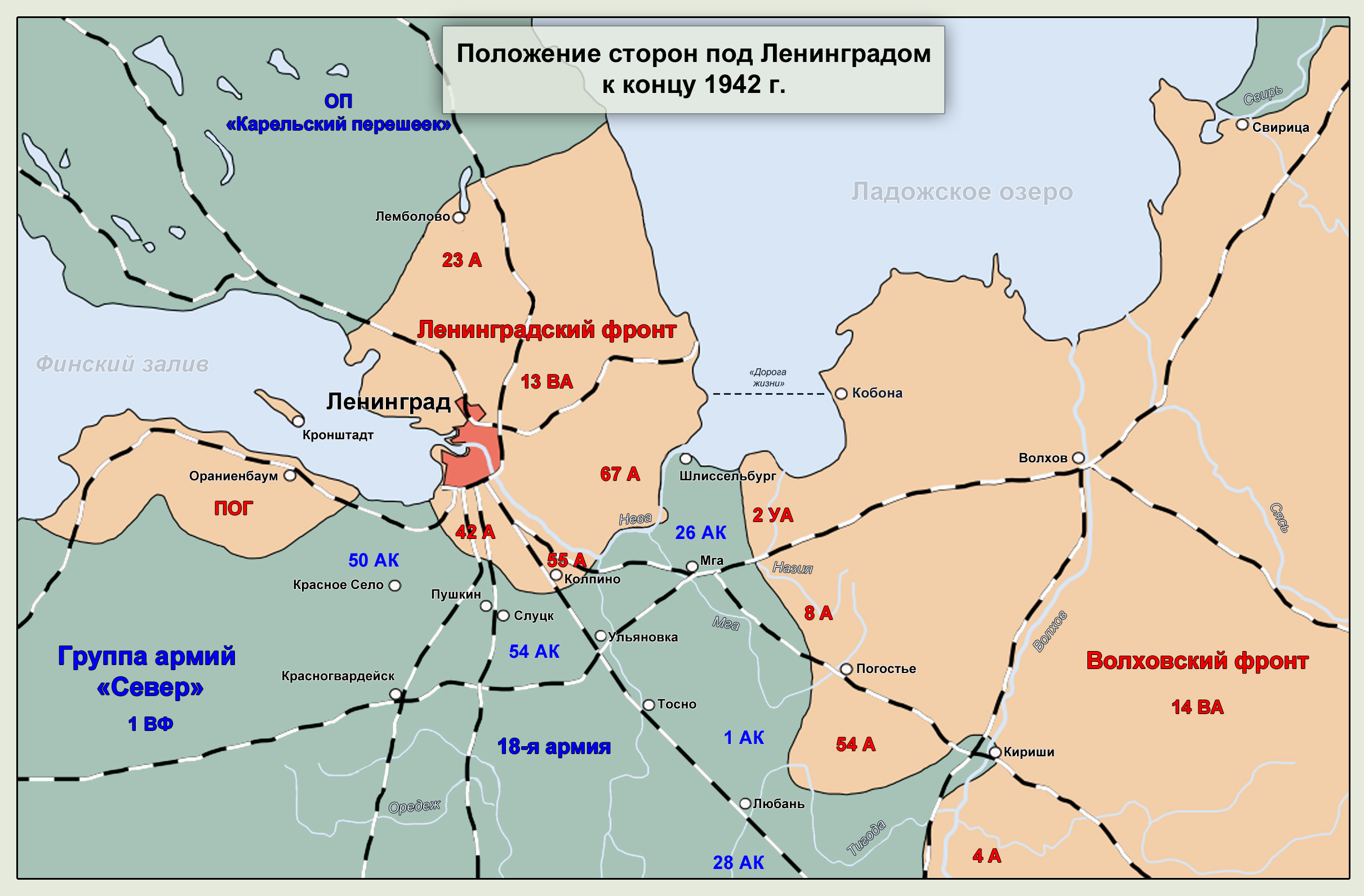
42-я армия в конце 1942 года

Создана 8 октября 1942 года путём переформирования из Отдельного штрафного батальона Ленинградского фронта. Подчинялась 42-й армии Ленинградского фронта.
Офицерскую штрафную роту поставили на самый тяжелый участок, туда, где фронт ближе всего подходил к Ленинграду:
Штрафную роту командно-начальствующего состава передали в 42-ю армию.
На 1 ноября 1942 года в роте числился 51 «штрафник»:
На Ленинградском фронте ввиду малого количества переменного состава, штрафной батальон преобразован в роту, в которой числится 51 штрафник.
25 ноября 1942 года было издано распоряжение № орг/2/78950 Главного организационно-штатного управления Главного упраформа Красной Армии об установлении единой нумерации штрафных батальонов. Была установлена сквозная нумерация по всей РККА, и для каждого штрафного батальона был определён персональный номер. Но ошб Ленинградского фронта уже был переформирован в 28 ошр, и её это пока ещё не касалось.
К 1 декабря 1942 года численность роты достигла 104 человек (в т.ч. 17 человек постоянный состав и 87 человек - «штрафники»). 2 декабря в роту прибыло новое пополнение 13 человек, и кроме них, вся рота в количестве 104 человек была отправлена на фронт.
Первые бои 28 ошр приняла с 3 по 6 декабря 1942 года (в статье А.Мороза «Преодоление», видимо по ошибке, указана дата «22 декабря») в районе Пулковских высот. Вместе с 30 отдельной штрафной ротой 42 армии, 28 ошр была придана 125-й стрелковой дивизии 42-й армии Ленинградского фронта. Сводный разведотряд из этих двух штрафных рот, при поддержке обычных пулеметной и ПТР рот, с 3 по 6 декабря 1942 года проводил разведки боем для 125-й стрелковой дивизии в районе Верхнее Койрово и Гонгози западнее Пулково, и так как артиллерия дивизии с открытием огня опаздывала, и огневые точки противника не были подавлены, роты понесли большие потери. 28 ошр в этих боях из 104 человек потеряла: убитыми - 9 человек, пропавшими без вести - 45 человек, ранеными и обмороженными - 33 человека. 10 декабря 1942 года, после первых боёв, в своё расположение из 104 человек роты вернулось всего лишь 22 человека, из них офицеров-«штрафников» осталось 11 человек. Всего личного состава в роте, вместе с пополнением, оставалось 34 человека.
В последующем, офицеры постоянного состава роты также принимали участие в боевых операциях и погибали вместе с офицерами-«штрафниками».
24 января 1943 года в числе многих других погиб и командир роты капитан Петров.
В январе — апреле 1943 года Ленинградский фронт был задействован в неудавшейся операции «Полярная Звезда» на Мгинском направлении. Но 42-я армия, прикрывая Ленинград с запада, в операции не участвовала, и 28 ошр продолжала проводить разведки боем для различных подразделений 42-й армии в районах населенных пунктов Урицк, Старо-Паново, Пушкин.
Из-за потерь и продолжавшихся трудностей с комплектованием переменным составом, рота всё ещё слишком медленно наполнялась офицерами-«штрафниками». Но в марте 1943 года на самом верху были приняты решения, ещё более упрощавшие порядок комплектования штрафных подразделений. Вместо военных трибуналов снова, как в 1937-м, без суда и следствия, заработали быстрые «тройки»:
...командиры не стремились отдавать своих подчиненных за незначительные нарушения под трибунал. Трибуналы не работали. А батальоны по приказу созданы, но наполнять их было не кем. Потом кто-то вспомнил, что есть офицеры, бывшие в плену, бежавшие из плена, перешедшие к своим и продолжающие служить в армии. Есть офицеры, которые не сумели перейти фронт и освобожденные Советской Армией. Вот тогда, в марте 1943 года была создана комиссия из 3-х человек (тройка) «по проверке офицеров, бывших в плену». По-видимому, срочно было необходимо создаваемые штрафные батальоны заполнить. Поэтому бывших в плену офицеров отзывали из подразделений и направляли в эту комиссию. 
Эти комиссии без разбора в том, сдался в плен или не по своей воле попал туда, направляли в штрафбаты рядовыми. Эти же комиссии направляли и тех офицеров, которые не были в плену, но находились в окружении и не сумевших перейти фронт самостоятельно. А ведь в приказе №227 ничего не говорилось о том, чтобы побывавших в плену или в окружении офицеров направлять в штрафбаты... Тогда не различали: кто сдался в плен добровольно, а кто попал по независящим от него обстоятельствам...
Рота стала быстрее наполняться офицерами-«штрафниками», и было решено снова переформировать её в батальон.
9 мая 1943 года рота была переформирована в 28 отдельный штрафной батальон Ленинградского фронта, 42 армии, армейского и фронтового подчинения.

### Подчинение
| Дата            | Армия      | Фронт               |
| --------------- | ---------- | ------------------- |
| 08.10.1942 года | 42-я армия | Ленинградский фронт |
| 08.05.1943 года | 42-я армия | Ленинградский фронт |

### Командиры
- Петров Ефрем Денисович — старший лейтенант, капитан (c 11.08.1942), командир батальона (01.08.1942 — 08.10.1942), командир 28 ошр (08.10.1942 — 23.01.1943), погиб 23.01.1943[6][7].
- Калинин Александр Михайлович — старший лейтенант, командир 28 ошр (01.1943), зам. командира роты по политчасти, погиб 12.03.1943[14][15][16].
- Лесик Алексей Николаевич — капитан, майор (с 24.04.1943), командир 28 ошр (02.1943 — 09.05.1943), командир батальона (09.05.1943 — 12.1944)[17][18]

## 28 отдельный штрафной батальон Ленинградского фронта, 42 армии

### История
Создан 9 мая 1943 года путём переформирования из 28 отдельной штрафной роты. Являлся переходным формированием от роты к батальону, последовательно подчинялся 42-й армии Ленинградского фронта и Ленинградскому фронту.
Насмотря на переформирование роты в батальон, в наградных листах и других документах 28 отдельный штрафной батальон всё же продолжал упоминаться как «28 отдельная штрафная рота».
В мае-июле 1943 года в газете «Красная Звезда», по заданию ответственного редактора генерал-майора Давида Ортенберга, готовился к печати очерк репрессированного писателя-фронтовика, командира взвода 131-й стрелковой дивизии, младшего лейтенанта Александра Авдеенко «Искупление кровью», об одном из офицеров-«штрафников», ВрИО командира взвода 28 отдельного штрафного батальона Ленинградского фронта Соловьёве Борисе Александровиче, награждённом 5 июня 1943 года Орденом Красной Звезды. В это время 28 отдельный штрафной батальон Ленинградского фронта был придан 85-й стрелковой дивизии 42-й армии. Хотя в очерке и не упоминались слова «штрафная часть», «штрафник», подобные заметки, об «искуплении кровью» в штрафных подразделениях, были запрещены. Однако же военный цензор не смог воспрепятствовать публикации, так как редактор газеты Давид Ортенберг умудрился получить разрешение на печать очерка лично у самого Иосифа Сталина. Очерк «Искупление кровью» был напечатан 17 июля 1943 года.
Также одним из «штрафников» (военнослужащим переменного состава) этого батальона в июне 1943 года стал будущий известный учёный-орнитолог Мальчевский Алексей Сергеевич.
4 июля 1943 года 28 отдельный штрафной батальон Ленинградского фронта был переименован в 14 отдельный штрафной батальон.

### Подчинение
| Дата            | Армия      | Фронт               |
| --------------- | ---------- | ------------------- |
| 09.05.1943 года | 42-я армия | Ленинградский фронт |
| 03.07.1943 года | -          | Ленинградский фронт |

### Командиры
- Лесик Алексей Николаевич — капитан, майор (с 24.04.1943), командир 28 ошр (02.1943 — 09.05.1943), командир батальона (09.05.1943 — 12.1944)[17][18].
 «После гибели в бою Петрова командиром стал майор А. Лесик. В этот период батальон стал носить другой номер — 14-й.»[1]

## 14-й отдельный штрафной батальон

### История
Создан 4 июля 1943 года путём переименования из 28 отдельного штрафного батальона Ленинградского фронта, 42 армии. До 18 апреля 1944 года подчинялся Ленинградскому фронту.

Дубровка и Арбузово на карте Ленинградской области 1939 года

Во время подготовки к Мгинской наступательной операции батальон проводил разведки боем для 42-й, 67-й, 2-й ударной армий.
В июле 1943 года, в результате несчастного случая, одним из «штрафников» (военнослужащим переменного состава) 14 ошб стал лейтенант Ермак Владимир Иванович.
19 июля 1943 года, во время подготовки к Мгинской наступательной операции, на Синявинских высотах на участке 1-го отдельного стрелкового батальона 55-й стрелковой бригады и 169-го стрелкового полка 86-й стрелковой дивизии 2-й ударной армии Ленинградского фронта, 1-я и 2-я стрелковые роты 14 ошб проводили разведки боем в районе 8-й ГЭС (Дубровка), Арбузово, Рабочий посёлок № 6, ручей Тёткин. Во время проведения этой разведки погибли 31 воин 14 отдельного штрафного батальона, стрелок 2-й роты 14 ошб красноармеец Ермак Владимир Иванович закрыл своим телом амбразуру вражеского дзота. Количество раненых неизвестно.
Всего за этот бой в 14 ошб было награждено не менее 70 человек. В том числе — 61 человек медалью «За отвагу», не менее 3 человек орденом «Красного Знамени», не менее 4 человек орденом «Отечественной войны» 2 степени и не менее 2 человек орденом «Красной Звезды». Командир 14 ошб майор Лесик подписал два представления на красноармейца Ермака за совершённый подвиг: к награждению орденом Красного Знамени и о присвоении звания Героя Советского Союза.

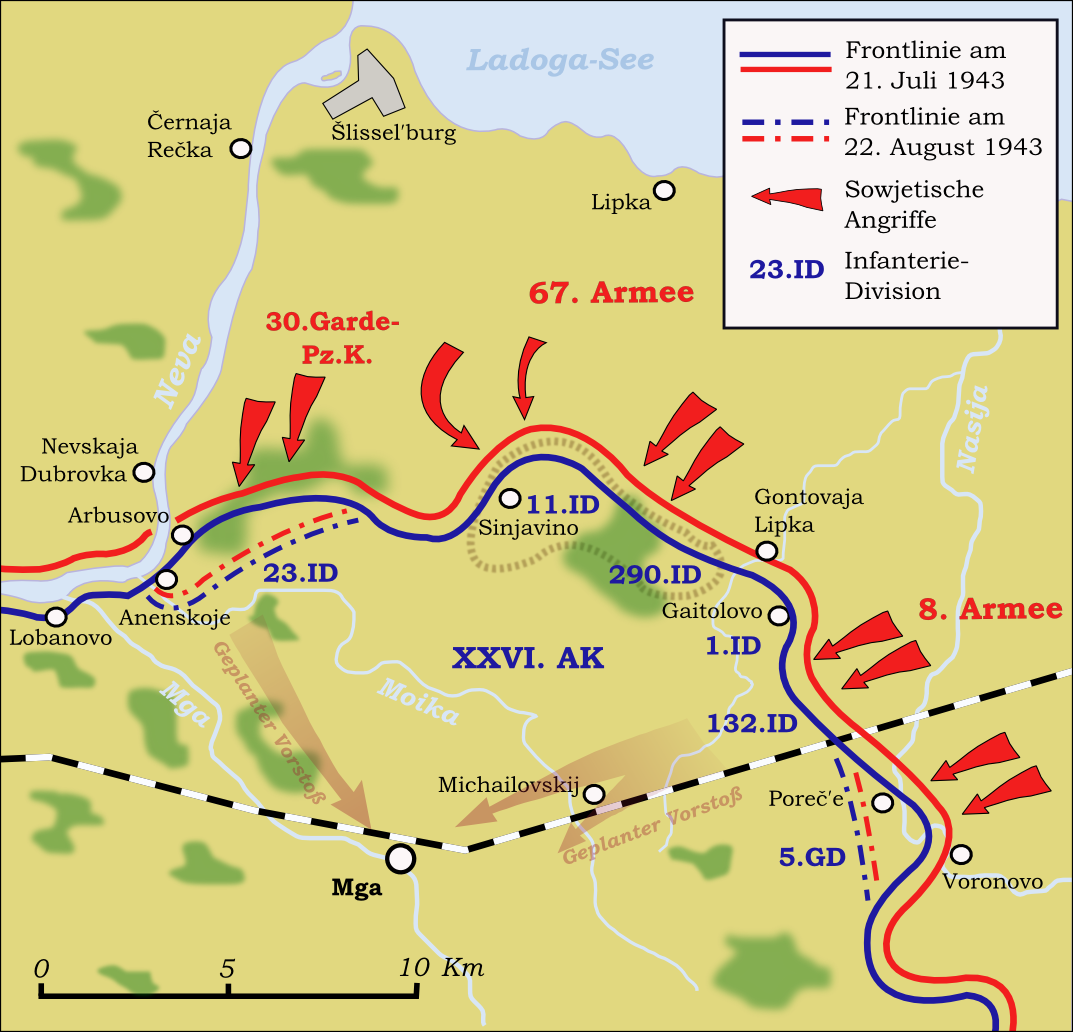
67-я армия на Мгинском выступе в июле 1943 года
в районе Синявинских высот и Синявинских болот

Приказом Военного совета 67-й армии № 503/н от 5 августа 1943 года красноармеец Ермак Владимир Иванович был награждён орденом Красного Знамени посмертно. 21 февраля 1944 года, за этот же подвиг, по ходатайству командования Ленинградского фронта, красноармейцу 14 отдельного штрафного батальона Ермаку Владимиру Ивановичу было присвоено звание Героя Советского Союза посмертно.
Также одним из «штрафников» (военнослужащих переменного состава) 14 отдельного штрафного батальона в мае-июле 1943 года был лейтенант, будущий известный учёный-орнитолог Мальчевский Алексей Сергеевич. 22 июля 1943 года, в начале Мгинской наступательной операции боец 14 ошб Мальчевский Алексей Сергеевич был ранен в районе Синявинских болот и отправлен в госпиталь.
Свое первое ранение я получил 22 июля 1943 г. в районе Синявинских болот, недалеко от «Зольной сопки» и «Треугольника железных дорог». При выполнении специального задания — разведки боем — я был ранен в правое плечо у самых вражеских окопов. Чтобы вернуться обратно к своим, надо было ползти по болоту через все нейтральное пространство. Несколько раз прямо перед собой я видел следы пуль, кучными очередями, уходившими в мох. Когда я очнулся в наших окопах, сразу же узнал: задание выполнено, соседний взвод взял «языка»... Все это происходило примерно за полгода до окончательного снятия блокады Ленинграда.
Мгинская наступательная операция, длившаяся до конца августа 1943 года, так и не достигла успеха. Окружить и уничтожить мгинско-синявинскую группировку противника и освободить Кировскую железную дорогу советским войскам не удалось. Однако обе стороны понесли очень большие потери, и пехотные силы обеих сторон были почти полностью уничтожены. Из-за этого немецкое командование начало планировать отвод войск из-под Ленинграда на оборонительную линию «Пантера» под Псков, а советское командование начало длительную четырёхмесячную подготовку к более серьёзной наступательной операции с целью полного снятия блокады Ленинграда.
На этом фоне войска 67-й армии Ленинградского фронта и 8-й армии Волховского фронта в сентябре продолжали проводить кровопролитные локальные операции с огромными потерями обеих сторон, пытаясь захватить Мгинский выступ и Синявинские высоты с востока. На стороне противника все это время упорное сопротивление оказывал немецкий 561-й штрафной батальон. В ожесточённых боях 15-18 сентября 1943 года советские части 30-го гвардейского стрелкового корпуса Ленинградского фронта сумели на некоторое время частично взять штурмом одну из синявинских высот — высоту 43.3, однако высоту с отметкой 50.1, с которой был уже виден ближайший немецкий тыл, взять не удалось. После 19 сентября 1943 года 30-й гвардейский стрелковый корпус был отведен в тыл, а его заменила 11-я стрелковая дивизия 43-го стрелкового корпуса 67-й армии Ленинградского фронта. Взять высоту 50,1 было приказано другой — 43-й стрелковой дивизии 67-й армии Ленинградского фронта.
24-25 сентября 1943 года силами 43-й стрелковой дивизии была проведена ещё одна локальная операция по штурму Синявинских высот. В составе 147-го стрелкового полка 43-й стрелковой дивизии 67-й армии Ленинградского фронта высоту 50,1 штурмовала рота советского 14-го отдельного штрафного батальона. Однако первоначальный успех наступления на высоту был сорван отработанным ударом объявленной ещё летом операции немецких штрафников «Болотные бобры» (нем. Sumpfbiber, «Зумпфбибер») силами немецкого 561-го штрафного батальона. Потери 14 ошб в этой локальной операции: убито — 6 человек, количество раненых неизвестно:
«Густые клубы дыма поднимаются над высотой. Через черную завесу едва лишь пробиваются красноватые отблески взрывающихся снарядов». Продвигаясь вперед, он замечает на опустевшем поле боя «до ужаса большое количество погибших немецких солдат, лежащих в окопах. Раненые, способные еще самостоятельно передвигаться, с трудом тащатся назад. Тяжелораненых доставляют в тыл санитары и легкораненые солдаты». Вновь и вновь им приходится бросать носилки с беззащитными ранеными на землю, чтобы самим прыгнуть в укрытие, спасаясь от артиллерийского огня русских... Затем наш рассказчик наталкивается на убитых русских, лежащих целыми штабелями.
После этой локальной операции, на Синявинских высотах наступило затишье, вплоть до полного снятия блокады Ленинграда. В январе 1944 года немцы сами ушли из мгинского «бутылочного горла» из-за опасности окружения и покинули за собой уничтоженный посёлок Мга.
10 и 11 марта 1944 года, в начале Псковской наступательной операции батальон был придан 18-й стрелковой дивизии 110-го стрелкового корпуса 67-й армии Ленинградского фронта, в составе этой дивизии принял участие в упорных боях на подступах к оборонительной линии «Пантера», южнее деревни Альхимово, на реке Многа, за деревню Панево, которая переходила из рук в руки. Первое наступление 67-й и 54-й армий на линию «Пантера» в период 9.03-15.03.1944 года успеха не имело. 18-я стрелковая дивизия потеряла убитыми и ранеными более 600 человек. Около 600 человек было убито у противника. Потери 14 ошб: убито 39 человек, эвакуировано с поля боя и скончались в госпиталях 2 человека, количество раненых неизвестно.
Второе наступление той же самой Псковской наступательной операции готовилось на 31 марта 1944 года. За день до наступления, 30 марта 1944 года рота 14 отдельного штрафного батальона уже вела бой вместе с подразделениями 1071-го стрелкового полка 311-й стрелковой дивизии 99-го стрелкового корпуса 54-й армии Ленинградского фронта в районе опытной станции Стремутка южнее деревень Крапивинка, Гаврилова и Марковка.
Подготовка к наступлению велась тщательно, продуманно. Начальство согласовывало действия родов войск: танкисты договаривались с пехотой, пехота с авиацией. Подвезли кучу снарядов и прочего снаряжения. Все было как следует, по правилам, да и средств хватало. Сперва была разведка боем — штрафной батальон прощупывал немцев северней Стремутки, а мы сидели в яме на нейтральной полосе и засекали цели. Потом наши тяжелые пушки били по дотам, но без успеха. Бетонные или стальные покрытия выдерживали удары двухпудовых снарядов.
Потери 14 ошб в результате этого боя: убито 17 человек (в том числе 2 человека из числа постоянного состава), пропали без вести 21 человек, раненых не менее 31 человека. С 31.03.1944 по 15.04.1944 года войскам удалось лишь прорвать оборону противника на фронте в 18 км и продвинуться вглубь на 13 км. С ходу преодолеть укрепления противника, в ходе Псковской наступательной операции, советским войскам не удалось.
Для более успешного наступления и прорыва оборонительной линии «Пантера», из части Ленинградского фронта было решено создать новый отдельный фронт.
18 апреля 1944 года из соединений левого (южного) крыла Ленинградского фронта был образован 3-й Прибалтийский фронт. В связи с разделением фронта 14 отдельный штрафной батальон перешёл в подчинение 3-му Прибалтийскому фронту. До 16 октября 1944 года подчинялся 3-му Прибалтийскому фронту.
Вновь созданный 3-й Прибалтийский фронт с апреля 1944 года начал основательную трехмесячную подготовку к предстоящей серьёзной новой операции по штурму укреплений оборонительной линии «Пантера».
В апреле — мае 1944 года батальон проводил текущие разведки боем для 85-й и 291-й стрелковых дивизий 116-го стрелкового корпуса 67-й армии 3-го Прибалтийского фронта вдоль железной и шоссейной дорог Псков-Остров на линии фронта западнее Стремутки в районах деревень Лапинка, Парфеева, Доньшино. В ходе этих разведок 14 ошб потерял 14 человек убитыми, количество раненых неизвестно.
В июне 1944 года, в ходе подготовки к большому штурму линии «Пантера», 3-й Прибалтийский фронт решил провести частную наступательную операцию по захвату Баевского и Вощининского узлов обороны противника. 23-24 июня 1944 года на участке 326-й стрелковой дивизии 119-го стрелкового корпуса 67-й армии 3-го Прибалтийского фронта, в этой частной наступательной операции, в первом эшелоне наступающих шёл 14 отдельный штрафной батальон. Южнее, на соседнем участке 239-й стрелковой дивизии 123-го стрелкового корпуса 67-й армии 3-го Прибалтийского фронта параллельно наступал 12-й отдельный штурмовой стрелковый батальон (12 ошсб), в котором сражались также «искупавшие свою вину» «штурмовики» — военнослужащие с судьбами похожими на судьбы «штрафников». В первых рядах противника, советским «штрафникам» и «штурмовикам» противостоял немецкий штрафной батальон, который противник также бросил в бой.
16 октября 1944 года 3-й Прибалтийский фронт был расформирован.
16 октября 1944 года в связи с расформированием 3-го Прибалтийского фронта, 14 отдельный штрафной батальон был выведен из состава действующей армии. После этого находился на территории Латвии.
18 мая 1945 года батальон был расформирован.

### Подчинение
| Дата            | Фронт                   | Примечания |
| --------------- | ----------------------- | ---------- |
| 04.07.1943 года | Ленинградский фронт     | -          |
| 18.04.1944 года | 3-й Прибалтийский фронт | -          |
| 15.10.1944 года | 3-й Прибалтийский фронт | -          |

### Командиры
- Лесик Алексей Николаевич — капитан, майор (с 24.04.1943), командир 28 ошр (02.1943 — 09.05.1943), командир батальона (09.05.1943 — 12.1944)[17][18]
- Павлюков Дмитрий Васильевич — майор, командир батальона (12.1944 — 04.1945)[63][64]

## Отличившиеся воины
- Ермак Владимир Иванович — бывший лейтенант, бывший командир взвода, красноармеец переменного состава стрелок 14 отдельного штрафного батальона, 19.07.1943 закрыл своим телом амбразуру вражеского дзота[35][31][32][36][37].

## Память
- Пискарёвское мемориальное кладбище, Санкт-Петербург — на Пискарёвском мемориальном кладбище захоронено более 10 военнослужащих, в том числе и бывших, 28 отдельной штрафной роты, 28 отдельного штрафного батальона Ленинградского фронта, 42 армии и 14 отдельного штрафного батальона, умерших от ран и болезней в госпиталях в 1942—1945 г.г[65][66].

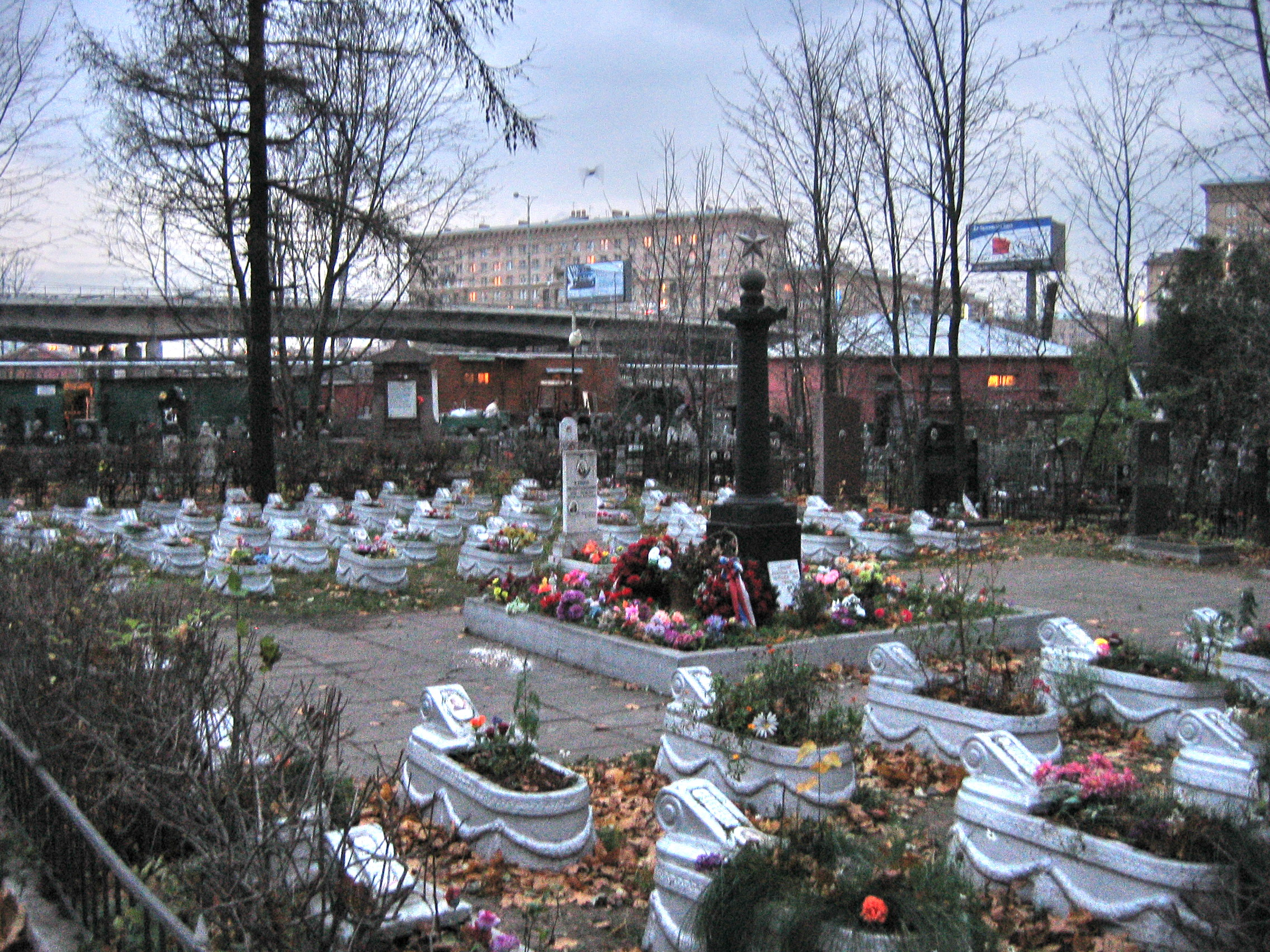
Братские могилы солдат
на Красненьком кладбище

- Братское воинское захоронение на Красненьком кладбище, Санкт-Петербург — на Красненьком кладбище захоронены более 100 военнослужащих 28 отдельной штрафной роты, 28 отдельного штрафного батальона (Ленинградского фронта, 42-й армии), 14 отдельного штрафного батальона, погибших в декабре 1942 г. — июле 1943 г., в том числе и первый командир батальона и 28 ошр капитан Петров Ефрем Денисович. В списках захоронения имена примерно половины этих военнослужащих не указаны[6][7][67][68].
- Воинское кладбище Дачное (Санкт-Петербург) — безымянное братское захоронение воинов 42-й армии Ленинградского фронта.

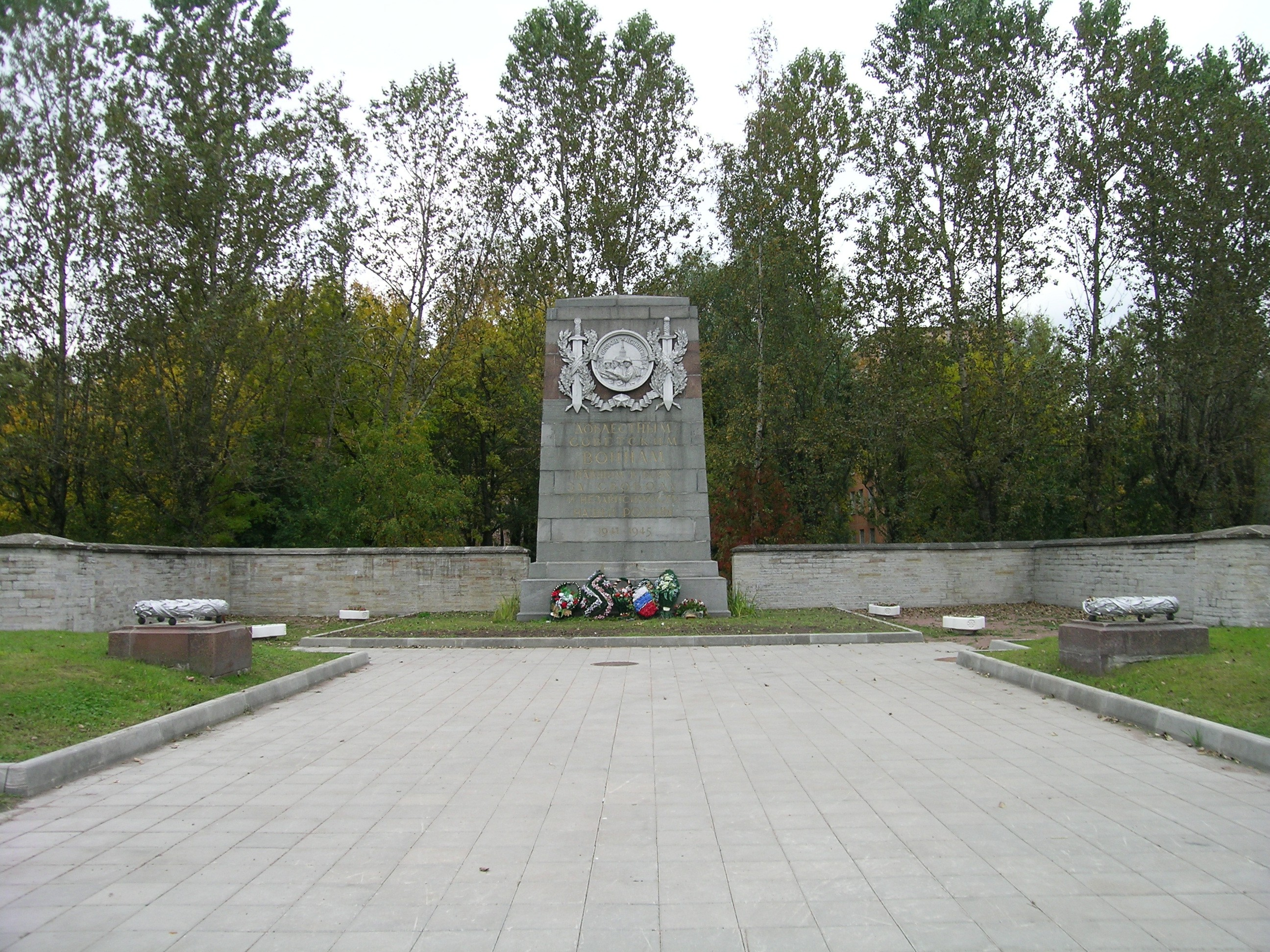
Воинское кладбище Дачное (Санкт-Петербург)

В их числе — более 10 бойцов 28 отдельной штрафной роты, 28 отдельного штрафного батальона Ленинградского фронта, которые погибли в январе, феврале и мае 1943 года и были захоронены в «Шереметьевском парке».

…в инвестиционном проекте не оговаривалось указание на то, кто на этом кладбище похоронен. Закономерно встает вопрос: не потому ли, что с врагом здесь дрались штрафники? …Эти батальоны и роты сражались на самых трудных участках фронта: их бойцы погибали, но и оставались в живых, получали награды. Тем, кто лежит в Дачном, выпала иная судьба — их могилы покрыты травой забвения…— Воинское захоронение остается безымянным вот уже 60 лет.
 Марина Елисеева. С.-Петербургские ведомости.05 Мая 2015

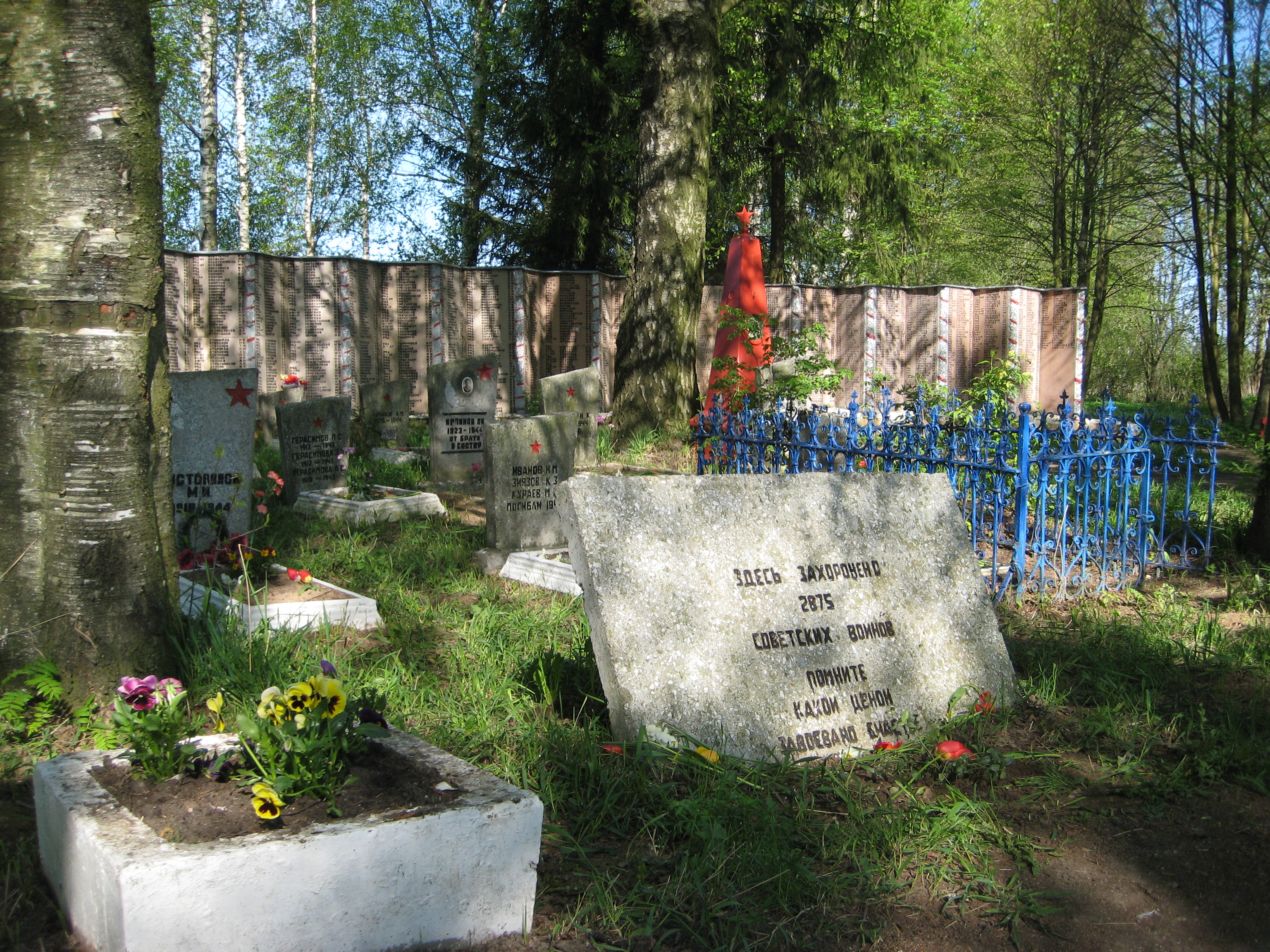
Воинское захоронение
в деревне Стремутка
9 мая 2008 года

- Воинское захоронение в деревне Стремутка, Псковский район Псковская область — братское захоронение 3537 известных военнослужащих и 6 известных участников сопротивления (на 2019 год — всего около 4-х тысяч[73]), погибших в годы Великой Отечественной войны. В числе захороненных, более 20 человек — воины 14 отдельного штрафного батальона, погибшие в марте, апреле и мае 1944 года. Имена не всех похороненных здесь военнослужащих 14 ошб указаны в списках захоронения[74][75][76][77][78].

Стоит задача: сделать как можно больше по ремонту захоронений и восстановлению имен. Спасибо поисковикам за огромную работу…— Глава Псковского района Наталья Федорова.
Акция «Горсть Памяти» 22 июня 2019 года

## Комментарии
1. 1 2 3 4  Во избежание путаницы, все названия штрафных воинских подразделений в этой статье приводятся в точном соответствии с официальным «Перечнем № 33» Архивная копия от 25 ноября 2010 на Wayback Machine.
2. ↑  Юржа Иван Иосифович, пропал без вести в первых боях 28 ошр 04.12.1942  Архивная копия от 18 октября 2021 на Wayback Machine,  Архивная копия от 18 октября 2021 на Wayback Machine,  Архивная копия от 18 октября 2021 на Wayback Machine,  Архивная копия от 19 октября 2021 на Wayback Machine,  Архивная копия от 18 октября 2021 на Wayback Machine.